# Unione Sportiva Casertana 1964-1965
Questa pagina raccoglie le informazioni riguardanti l'Unione Sportiva Casertana nelle competizioni ufficiali della stagione 1964-1965.

## Rosa
| N. |                   | Ruolo | Calciatore         |
| -- | ----------------- | ----- | ------------------ |
|    | Italia (bandiera) | A     | Roberto Albano     |
|    | Italia (bandiera) | D     | Ezio Anghileri     |
|    | Italia (bandiera) | C     | Giulio Bongiovanni |
|    | Italia (bandiera) | D     | Roberto Busetto    |
|    | Italia (bandiera) | A     | Maurizio Cavazzoni |
|    | Italia (bandiera) | A     | Guido Cervati      |
|    | Italia (bandiera) | C     | Piero Ferri        |
|    | Italia (bandiera) | D     | Salvatore Lombardi |

| N. |                   | Ruolo | Calciatore        |
| -- | ----------------- | ----- | ----------------- |
|    | Italia (bandiera) | C     | Luciano Pacco     |
|    | Italia (bandiera) |       | O. Pacco          |
|    | Italia (bandiera) | P     | Franco Pezzullo   |
|    | Italia (bandiera) | A     | Giovanni Pologna  |
|    | Italia (bandiera) |       | Sarno             |
|    | Italia (bandiera) | C     | Biagio Savarese   |
|    | Italia (bandiera) | A     | Emilio Venturelli |